# Alagar Kovil

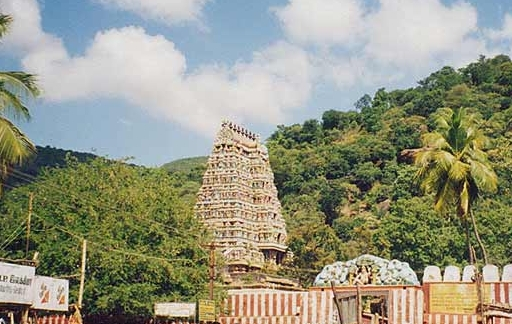
Der Tempel von Alagar Kovil

Alagar Kovil (Tamil: அழகர் கோவில Aḻakar Kōvil [ˈaɻəɡər ˌkoːʋil] „Alagar-Tempel“; auch: Azhagar Kovil, Alagar Koyil, Alagarkoil) ist ein Hindutempel im südindischen Bundesstaat Tamil Nadu. Er befindet sich 21 Kilometer nordöstlich von Madurai in einer ländlichen Gegend des Distrikts Madurai. Der Tempel ist dem Gott Vishnu in seiner Gestalt als Alagar („der Schöne“) gewidmet. Alagar Kovil ist unter dem Namen Tirumaliruncholai einer von 108 Divya Desams (heiligen Orten des tamilischen Vishnuismus).
Der Tempel von Alagar Kovil befindet sich in pittoresker Lage am Fuß eines dicht bewaldeten Hügelgebietes mit dem Namen Alagarmalai. Der im südindischen Dravida-Stil errichtete Tempelkomplex erstreckt sich über ca. 250 × 100 Meter. Der Tempeleingang wird von einem hoch aufragenden Gopuram (Torturm) bekrönt.
Der lokalen Mythologie zufolge ist Vishnu in seiner Gestalt als Alagar der Bruder Minakshis, der Hauptgöttin der Stadt Madurai. Während des alljährlichen Chittirai-Festes, bei dem in Madurai die Heirat Minakshis und Shivas gefeiert wird, tragen Gläubige in einer feierlichen Prozession ein Bildnis Alagars von Alagar Kovil in den Minakshi-Tempel von Madurai, damit der Gott dort den Hochzeitsfeierlichkeiten beiwohnen kann.
Auf dem Alagarmalai-Hügel rund drei Kilometer von Alagar Kovil entfernt befindet sich ein Heiligtum des Gottes Murugan (Skanda) mit dem Namen Palamudircholai. Es gilt als einer von sechs Wallfahrtsorten (Arupadaividu), die Murugan geweiht sind, wenngleich seine Zugehörigkeit zur Gruppe der Arupadaividu nicht unstrittig ist. Noch etwas weiter bergaufwärts befindet sich ein Tempel der lokalen Göttin Rakkayi Amman an der Stelle einer Quelle.